# Raudokjauratj
Raudokjauratj är en sjö i Arjeplogs kommun i Lappland och ingår i Skellefteälvens huvudavrinningsområde. Sjön har en area på 0,264 kvadratkilometer och ligger 638,5 meter över havet. Raudokjauratj ligger i Hornavan-Sädvajaure fjällurskog Natura 2000-område.

## Delavrinningsområde
Raudokjauratj ingår i det delavrinningsområde (738327-152808) som SMHI kallar för Utloppet av Arrajaure. Medelhöjden är 653 meter över havet och ytan är 18,1 kvadratkilometer. Det finns inga avrinningsområden uppströms utan avrinningsområdet är högsta punkten. Skidnakjåkkå som avvattnar avrinningsområdet har biflödesordning 2, vilket innebär att vattnet flödar genom totalt 2 vattendrag innan det når havet efter 364 kilometer. Avrinningsområdet består mestadels av skog (72 procent) och kalfjäll (15 procent). Avrinningsområdet har 2,04 kvadratkilometer vattenytor vilket ger det en sjöprocent på 11,3 procent.